# باغستان (طهران)
باغستان (طهران) (بالفارسية: باغستان) هي مدينة في محافظة طهران، إيران. تقع هذه المدينة في الجزء الأوسط من مدينة شهريار. يقدر عدد سكانها بـ 52,330 نسمة .